# Harvard University Women's Volleyball
La Harvard University Women's Volleyball è la squadra pallavolo femminile appartenente alla Harvard University, con sede a Cambridge (Massachusetts): milita nella Ivy League della NCAA Division I.

## Storia
Il programma di pallavolo femminile della Harvard University, già affiliato alla Ivy League dal 1977 con lo status di club universitario, viene fondato nel 1981. Negli anni le Crimson si aggiudicano tre titoli di conference e partecipano per la prima al torneo di NCAA Division I nel 2015, eliminate al primo turno.

## Record
| Piazzamento          |   | Edizione                       |
| -------------------- | - | ------------------------------ |
| Tornei NCAA          | 1 | Primo turno: 1 2015            |
| Titoli di conference | 3 | Ivy League: 3 2004, 2014, 2015 |

## Conference
- Ivy League: 1977-

## Allenatori
- Karen Altman: 1981-1982
- Ishan Gurdal: 1983-1984
- Seth Farber: 1985
- Wayne Lem: 1986-1992
- Jennifer Bates: 1993-